# 石窑沟乡
石窑沟乡是中国陕西省榆林市横山县下辖的一个乡。

## 行政区划
石窑沟乡下辖以下行政区：
石窑沟村、榆树峁村、常家元则村、郑高梁村、师家焉村、代家焉村、曹阳洼村、安老庄村、高家焉村、拓家畔村、王家焉村、杨道沟村、张台村、苏家元村、姬家焉村、下栾杰村、韩台村、常峁焉村、闫新窑村、安则梁村、上栾杰村